# James McClatchy
James McClatchy (1824–1883) était un journaliste et un éditeur de journaux américain. En 1848, il travaillait pour Horace Greeley au New York Tribune lorsque la nouvelle de la découverte d'or en Californie se répandit sur la côte est. Sur les conseils de son employeur, il partit pour la Californie participer à la ruée vers l'or. Il fut chercheur d'or peu de temps et ne fit pas fortune. Il reprit son travail de journaliste, fut le second éditeur du journal The Sacramento Bee, bastion du progressisme, et devint célèbre en Californie comme le défenseur de simples citoyens face aux grandes entreprises et aux politiciens corrompus.